# Astochia inermis
Astochia inermis är en tvåvingeart som beskrevs av Hermann 1917. Astochia inermis ingår i släktet Astochia och familjen rovflugor. Inga underarter finns listade i Catalogue of Life.